# Solange Harvey
Pour les articles homonymes, voir Harvey.
Solange Harvey est une journaliste courriériste et écrivaine canadienne, née le 9 décembre 1930 à Roberval (Québec) et morte le 2 juillet 2008 à Longueuil (Québec).

## Biographie
Solange Harvey a été journaliste au Journal de Montréal du 11 octobre 1975 au 11 octobre 2000 à travers une chronique quotidienne intitulée « Le courrier du bonheur », devenue par la suite « Le courrier de Solange »,.
Elle a également été courriériste au Journal de Québec.

## Publications
- Le Courrier du bonheur, Éditions Québecor, 1978.
- Comment être heureux & Le courrier du bonheur, vol 2, Éditions Québecor, 1983